# Daniela Sommer

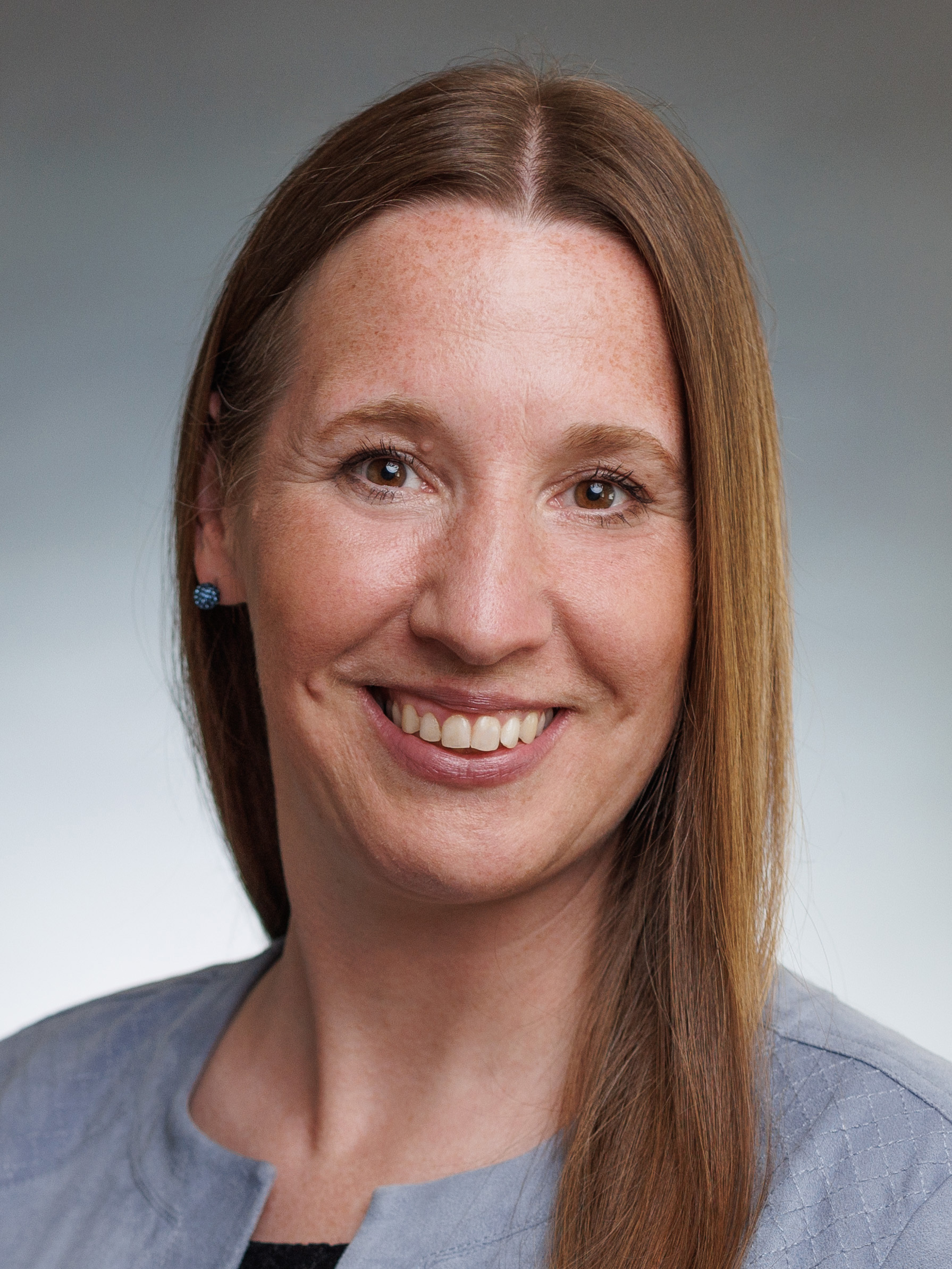
Daniela Sommer (2022)

Daniela Sommer (* 24. November 1978 in Wehrda als Daniela Neuschäfer) ist eine deutsche Savateboxerin und Politikerin (SPD). Sie ist seit 2013 Abgeordnete und seit 2024 Vizepräsidentin des Hessischen Landtags.

## Leben
Sommer absolvierte von 1999 bis 2003 das Studium zur Diplom-Pädagogin an der Philipps-Universität Marburg. Anschließend war sie als Pädagogische Mitarbeiterin beim Deutschen Roten Kreuz und dem Caritasverband Wetzlar Lahn-Dill-Eder tätig. Ab 2006 koordinierte sie als Familienmanagerin die Familienpolitik der Stadt Frankenberg im Rahmen des Projekts Familienstadt mit Zukunft. Von 2010 bis 2013 arbeitet sie als wissenschaftliche Mitarbeiterin an der Universität Kassel.
Im Jahr 2014 erlangte Sommer mit der Dissertation Lernen Organisation durch Qualifizierung? Organisationales Lernen am Leitbild der Familienfreundlichkeit die Doktorwürde des Fachbereichs Wirtschafts- und Sozialwissenschaften an der Universität Kassel.

## Sport
Sommer ist als Savateboxerin und Übungsleiterin beim Budokan Frankenberg e.V. aktiv. Sie ist siebenfache deutsche Meisterin und belegte bei den Weltmeisterschaften 2008 (Paris) und 2010 (Nantes) jeweils den dritten Platz.

## Politik
Sie ist Mitglied der SPD. Bei der Wahl zum Hessischen Landtag 2013 trat sie als Direktkandidatin im Wahlkreis Waldeck-Frankenberg II (Wahlkreis 6) an, in dem bei den vorausgegangenen Wahlen Reinhard Kahl für die SPD angetreten war. Im Wahlkreis unterlag sie Claudia Ravensburg, erlangte aber über die Landesliste ein Mandat im Hessischen Landtag. Bei der Landtagswahl 2018 unterlag sie erneut Claudia Ravensburg im Wahlkreis, zog aber trotz der Verluste der SPD über die Landesliste der Sozialdemokraten in den Landtag ein. Dies wiederholte sich bei der Landtagswahl 2023.
Sie war 2013 bis 2019 Mitglied im Ältestenrat. Von 2019 bis 2021 war sie eine der stellvertretenden SPD-Fraktionsvorsitzenden und anschließend bis Anfang 2024 Parlamentarische Geschäftsführerin. Am 18. Januar 2024 wurde sie zur Vizepräsidentin des Hessischen Landtages gewählt. Sie ist zudem ordentliches Mitglied im Sozial- und Integrationspolitischen Ausschuss und des Ausschusses für Wissenschaft und Kunst des Hessischen Landtags.